# 노랑옆줄주머니쥐
노랑옆줄주머니쥐(Monodelphis dimidiata)는 주머니쥐과에 속하는 남아메리카 주머니쥐의 일종이다. 아르헨티나와 브라질 그리고 우루과이에서 발견된다. 등 쪽은 회색 또는 검은색을 띠며, 옆구리 쪽으로 노랑 털이 나 있으며, 아래쪽의 발 쪽으로 이어진다. 모든 짧은꼬리주머니쥐속 종들 중에서 가장 독특하며, 특히 브라질 팜파스 평원 또는 아르헨티나 팜파스 지역에서 발견된다.